# Smeerling
Smeerling (Gronings: Smilke) is een plaats in de gemeente Stadskanaal aan de Ruiten Aa. Hij ligt in de provincie Groningen (Nederland), aan de N365 ten westen van Vlagtwedde. Smeerling bestaat uit acht verspreide Westerwoldse boerderijen die samen een beschermd dorpsgezicht vormen.

## Geografie
De boerderijen van de plaats liggen op een dekzandrug.

## Geschiedenis
In de Galbergen zijn potten, schedels en resten van een lijkveebranding aangetroffen die  wijzen op historische bewoning in de urnentijd ergens tussen 1300 en 1080 v.Chr.
Smeerling is een essenzwermdorp. Het is ontstaan uit Onstwedde omdat de essen van dat dorp niet voldoende voedsel meer opleverden. Het is waarschijnlijk het oudste gehucht van het kerspel Onstwedde. 
Ten oosten van Smeerling, ten oosten van de Ruiten Aa ligt een terrein met de veldnaam 't Oldaarp. Vermoed wordt dat dit de plek is van een wüstung, al is hiervoor tot op heden geen archeologisch bewijs en is onbekend wat de relatie was tussen deze plek en Smeerling en Vlagtwedde.
De eerste vermelding van Smeerling is uit 1474 als 'Smerlicke', toen Adde II Addinga door de abt van Corvey met onder andere deze plaats werd beleend. De betekenis van de naam is niet bekend. Mogelijk is deze gelijk aan de Zuid-Duitse plaats Schmerlecke, dat in verband wordt gebracht met het Oud-Saksische woord smero ("smeer" of "vet").
Rond 1700 werden er twee huizen bijgebouwd. Daarna is er weinig meer veranderd qua bebouwing.

### Marke
In de 13e eeuw bestond de marke van Smeerling uit 6 of 7 erven. De gronden van de marke bestonden vooral uit heide en grasland. De essen en hooilanden van Smeerling lagen vooral langs de Ruiten Aa. De grenzen van de marke werden pas na vele eeuwen definitief vastgesteld in de 17e eeuw. 
In 1844 werd een plan gemaakt voor de markeverdeling van Smeerling, dat in 1850 werd uitgevoerd. De marke was toen verdeeld in 6 erven en 22,25 waardelen, die in handen waren van 45 personen.
De jachtrechten van Smeerling worden nog steeds verhuurd door de boerrichters, een organisatie die stamt uit de tijd dat de marken nog functioneerden.

### Landschappelijk ontwikkelingen
De heidevelden werden in de eerste helft van de 20e eeuw grotendeels afgegraven. Vanaf 1947 werd het land ruilverkaveld, waarbij rond 1970 ook de Ruiten Aa deels werd gekanaliseerd. Met de ontwikkeling van de ecologische hoofdstructuur werden vanaf 1990 deze ontwikkelingen weer grotendeels ongedaan gemaakt. 

### Galberg
Een verhoging van het terrein aan de westzijde van Smeerling, pal aan de zuidzijde van de N365, wordt de Galberg of op zijn Gronings Galbaarg genoemd. Hier heeft in de middeleeuwen een galg gestaan. De Galberg wordt voor het eerst genoemd in 1545. De galg lag net zoals veel andere vlak bij een belangrijke doorgaande weg om voorbijgangers eraan te herinneren de rechte weg niet verlaten. Deze heuvel is nu een extensieve akker van Natuurmonumenten.

### Voorde
Ten zuiden van Smeerling is in 2006 in het dal van de Ruiten-Aa een oude koevoorde met een aangelegde bedding van veldkeien aangetroffen. Deze voorde is 200 meter noordelijker opnieuw aangelegd in een zandweg naast een in 1974 gegraven watergang.

## Natuur en cultuur
Smeerling is een beschermd dorpsgezicht. Er staan een aantal Westerwoldse boerderijen uit de zeventiende en achttiende eeuw. Een van de boerderijen is de werkschuur van Natuurmonumenten.
Naast het dorp ligt het Metbroekbos en het Eemboerveld, onderdelen van het natuurgebied Dal van de Ruiten A van de vereniging.
Eind jaren 70 van de 20e eeuw werd in een boerderij in Smeerling een uit 1773 daterend kasboekje teruggevonden. Hierin staan onder meer de uitgaven voor het in 1786 in Smeerling geboren (half)weesmeisje Aaltje Hoisingh. Dit leidde tot het Aaltje-project met de uitgave van een boekje, een lespakket, wandeling en een website.

## Recreatie
In een van de boerderijen is een horecavoorziening gevestigd, die dient als uitvalbasis voor de educatieve activiteiten van Natuurmonumenten. In 2012 kreeg dit pand de Teenstraprijs van de Boerderijenstichting Groningen voor de wijze waarop een nieuwe functie is ingepast in een gebouw waarbij het oorspronkelijke karakter bewaard is gebleven. Tevens fungeert deze boerderij als startpunt van de wandelroutes door het bos. Ook LAW-10 het Noaberpad loopt langs Smeerling. Ook lopen fietsroutes als de Vestingroute, de Stroomdalroute en de United Countries Tour door het dorp.

## Zie ook

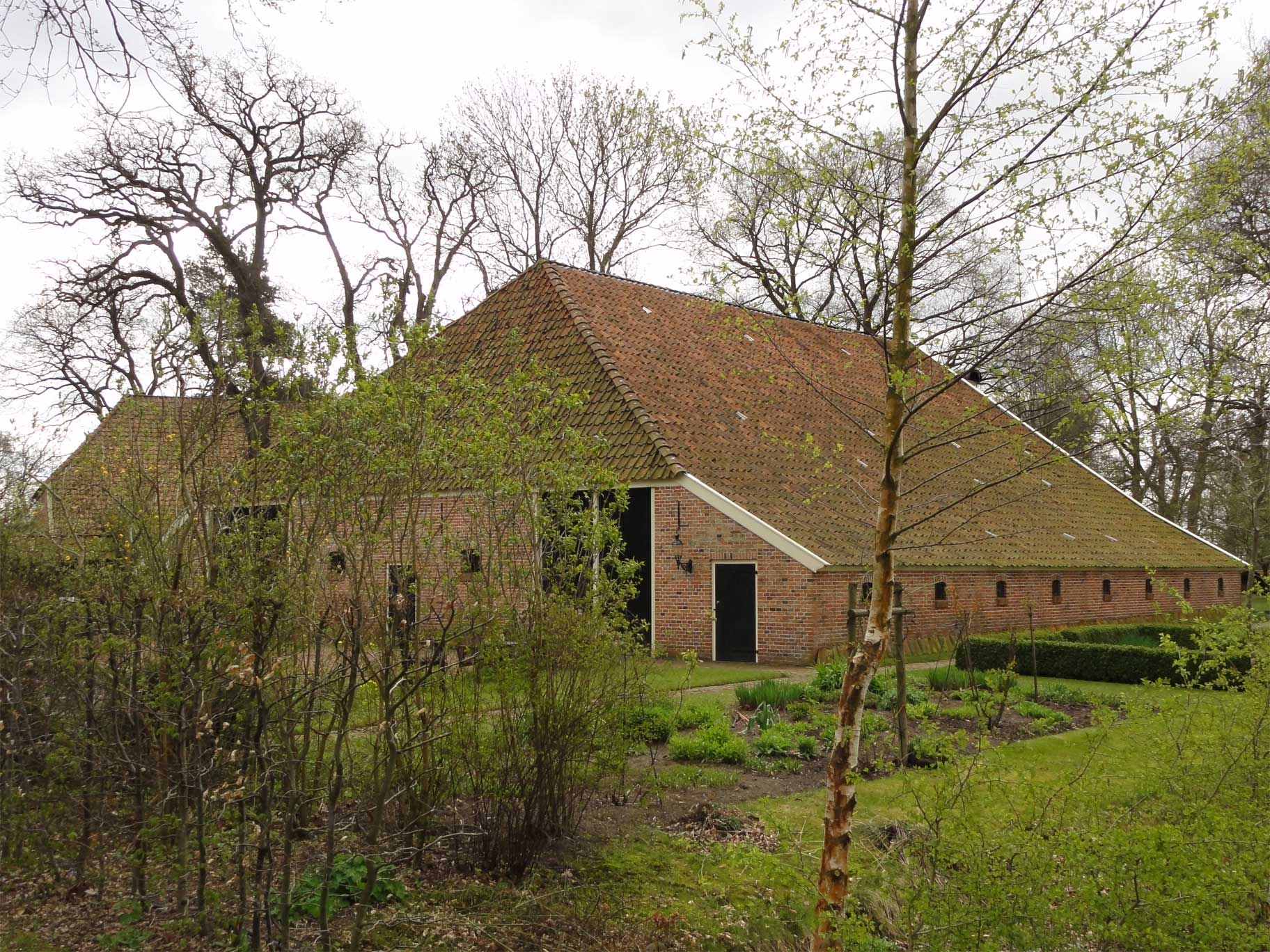
Smeerling 13
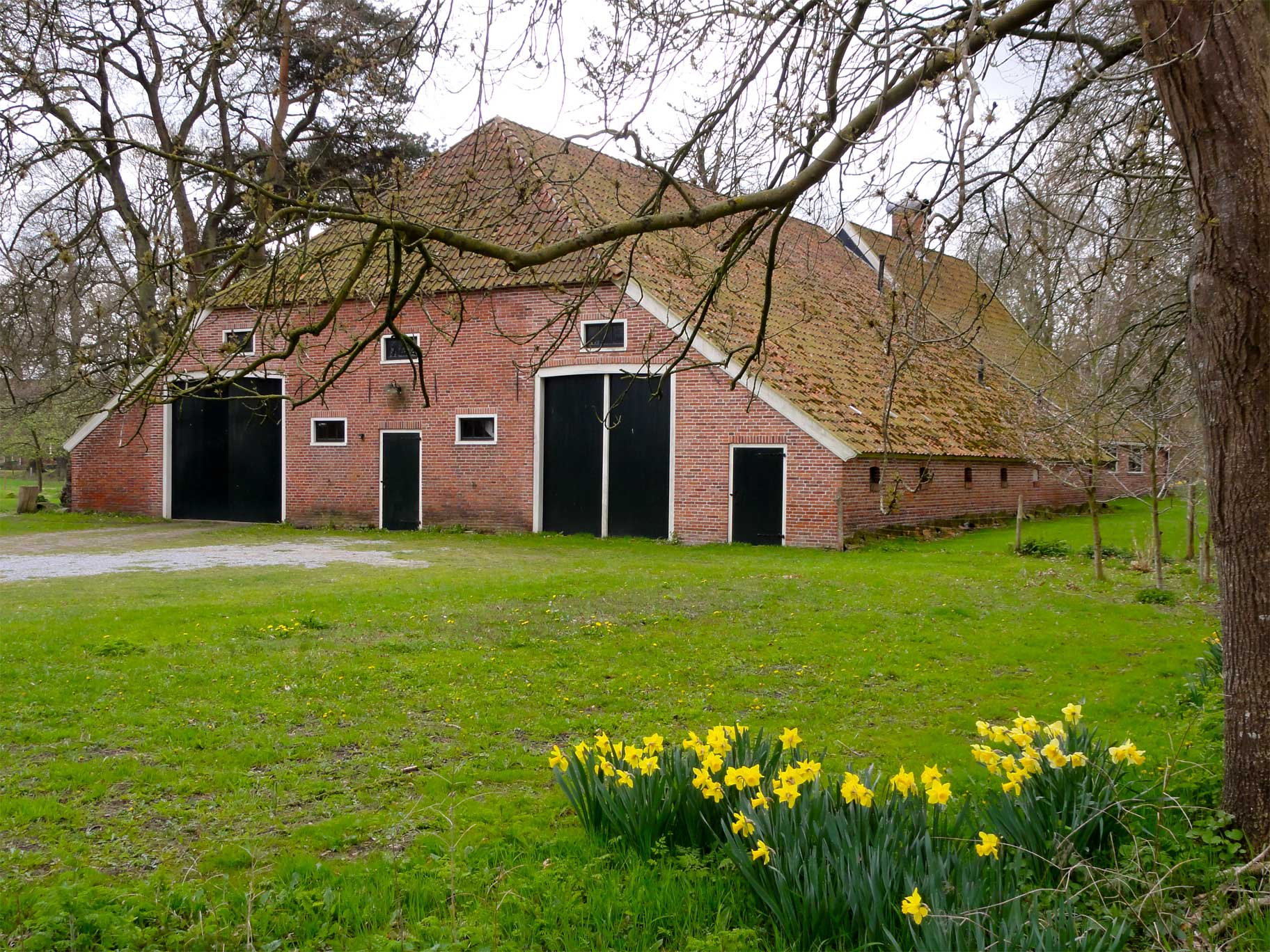
Smeerling 15
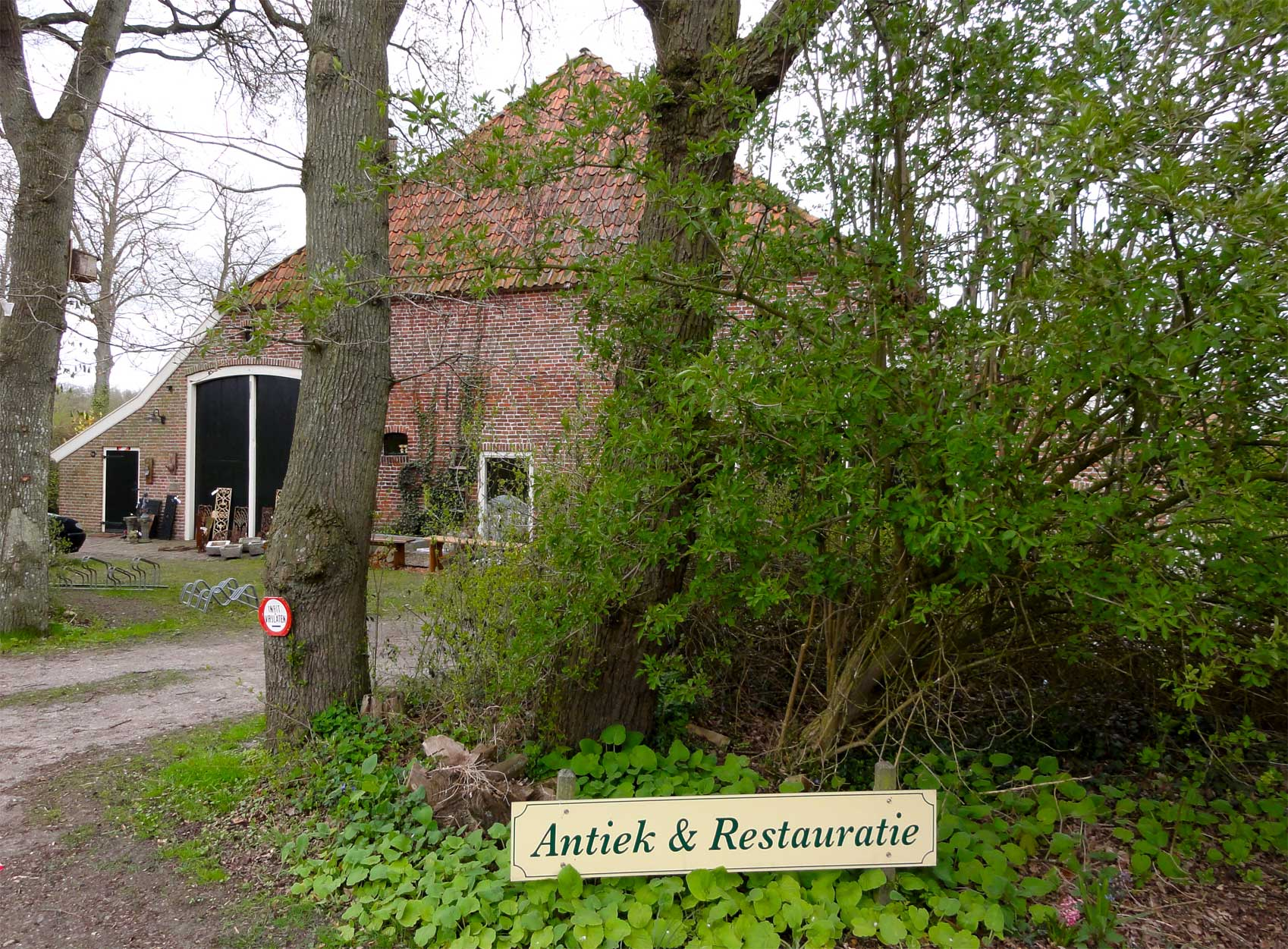
Smeerling 16
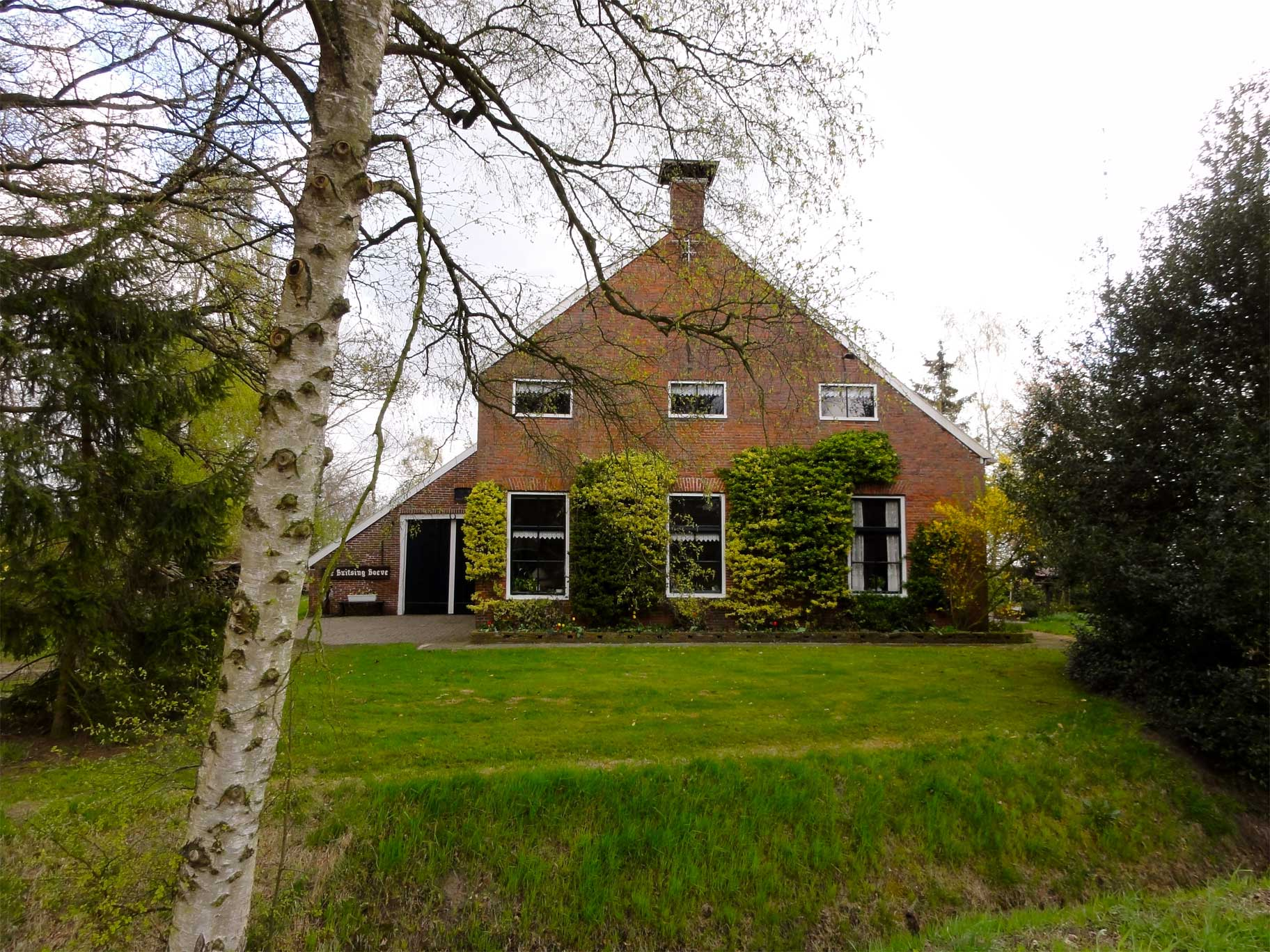
Smeerling 18
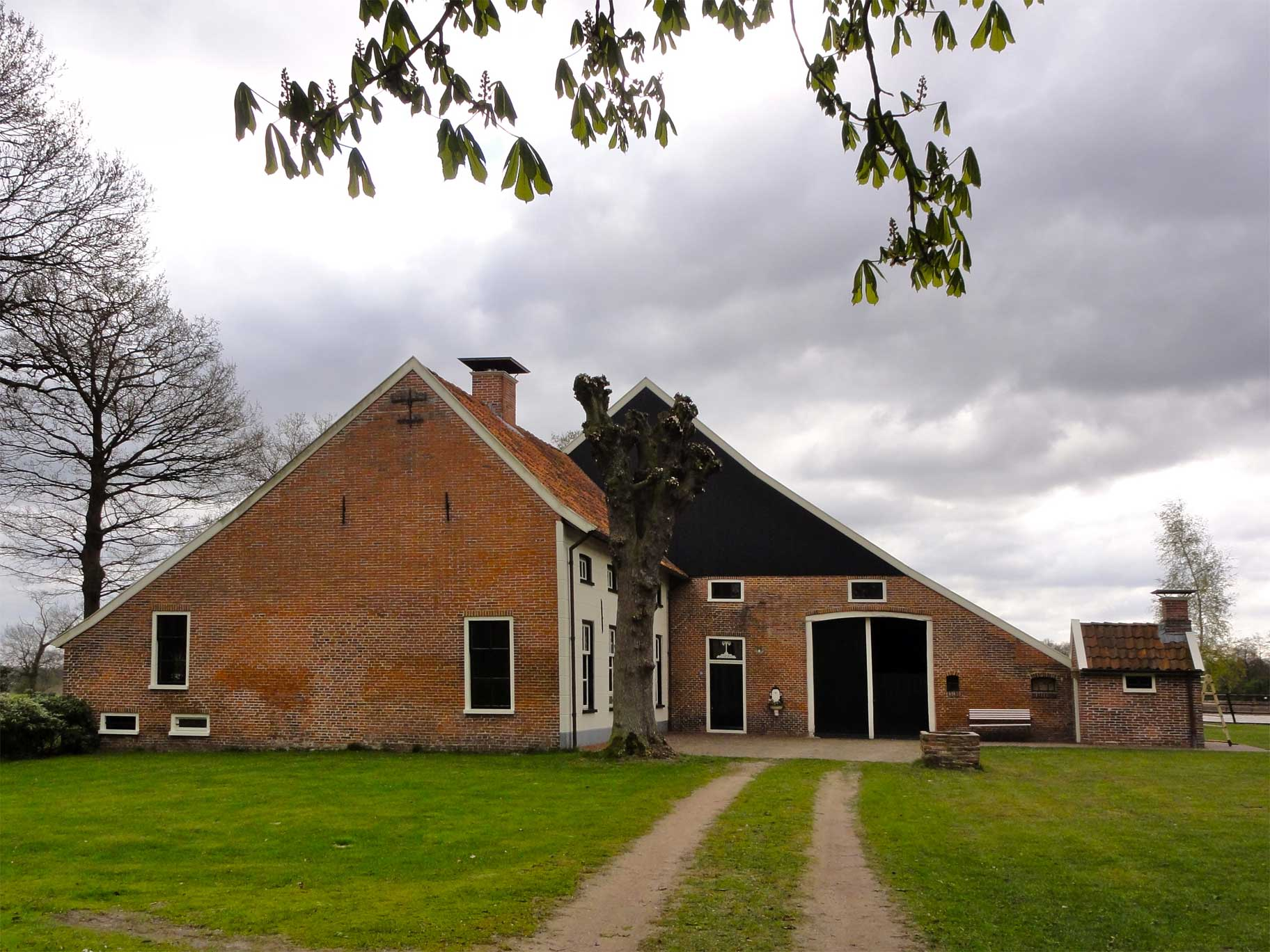
Smeerling 20